# Stora Bondtjärnen, Dalarna
Stora Bondtjärnen är en sjö i Smedjebackens kommun i Dalarna och ingår i Norrströms huvudavrinningsområde. Sjön har en area på 0,08 kvadratkilometer och ligger 165,3 meter över havet.

## Delavrinningsområde
Stora Bondtjärnen ingår i det delavrinningsområde (664910-148017) som SMHI kallar för Utloppet av Nedra Malingsbosjön. Medelhöjden är 212 meter över havet och ytan är 39,48 kvadratkilometer. Räknas de 11 avrinningsområdena uppströms in blir den ackumulerade arean 178,41 kvadratkilometer. Hedströmmen som avvattnar avrinningsområdet har biflödesordning 3, vilket innebär att vattnet flödar genom totalt 3 vattendrag innan det når havet efter 227 kilometer. Avrinningsområdet består mestadels av skog (76 procent). Avrinningsområdet har 4,11 kvadratkilometer vattenytor vilket ger det en sjöprocent på 16,6 procent.